# ケバ図
ケバ図（ケバず）とは、等高線に直角に楔形の「ケバ」を描くことによって、地形の起伏を表した地形図。
傾斜が急である（等高線の間隔が狭い）ときは「ケバ」を太く短く描き、傾斜が緩やかである（等高線の間隔が広い）ときは「ケバ」を細く長く描くことで、長短と濃淡によって視覚的に立体感をもって地形を捉えることができる。
他に、等高線による地形表現を見やすくする手法として段彩図、点描図などがある。

## 概要
ヨーロッパでは近代には既に「ケバ図」による地図が作成されていた。戦時に等高線地図を兵士が読み解きやすくする役割を果たし、日本でも明治期には軍備をドイツ式にしたこととあわせ、明治20年代の10万分の1帝国図（日本地図）はドイツ式の「ケバ図」による地図が作成されている。コンピュータのなかった時代には、西欧であっても日本であっても、「ケバ図」を精確に作成するには等高線を読み解きながら楔形の長短細太をたがえて一本一本ケバを細密に描きあらわすことが必要で手間と知識と技術を必要としたため、より手間を省いた「陰影図」も作られていた。「陰影図」は、ある地点から光を照射したと仮定して起伏にできる影を描くことで立体感を出すものである。日本でも、明治20年東亜輿地図（アジア全域地図）は「陰影図」による地図となっている。「ケバ図」も「陰影図」も、よくわかっていない地域や未測量の地域については「補正」がきくため、作成側にとっては利点があった。
現在では、コンピュータで等高線から計算して細密な「ケバ」を描き出して「陰影図」と重ねあわせたものを「ケバ図」としている。

## 縄張図
日本において、江戸時代に諸藩が幕府に提出を義務付けられていた城郭図（縄張図）は城壁または土塁を「ケバ」であらわしており、一見すると「ケバ図」と似ている。こちらの「ケバ」は標高を表すものではなく、また、楔形ではなく一定の太さの短い線である。